# Choca-do-nordeste
Choca-do-nordeste ou formigueiro-de-crista-nordestino (nome científico: Sakesphoroides cristatus) é uma espécie de ave pertencente à família Thamnophilidae e ao gênero Sakesphoroides. Se trata de uma espécie endêmica do Brasil.

## Área de Ocorrência
Com a recente descrição de uma nova espécie plena que se confundia com S. cristatus sua área de ocorrência mudou, sendo endêmico dos estados de Minas Gerais e Bahia.

## Estado de Conservação
Espécie considerada comum ocorrendo até mesmo dentro de plantios de eucalipto no norte de Minas Gerais.